# Préneron
Préneron is een gemeente in het Franse departement Gers (regio Occitanie) en telt 141 inwoners (2005). De plaats maakt deel uit van het arrondissement Auch.

## Geografie
De oppervlakte van Préneron bedraagt 8,8 km², de bevolkingsdichtheid is 16,0 inwoners per km².
De onderstaande kaart toont de ligging van Préneron met de belangrijkste infrastructuur en aangrenzende gemeenten.

## Demografie
Onderstaande figuur toont het verloop van het inwonertal (bron: INSEE-tellingen).